# Заєць Олексій Євгенович
Олексі́й Євге́нович За́єць (1981—2014) — майор Збройних сил України, учасник російсько-української війни.

## Життєпис
Народився 1981 року у місті Андрушівка, закінчив андрушівську ЗОШ № 1, 2003-го — Житомирське вище військове училище імені Сергія Корольова. Його батько — Євген Євгенович Заєць — був директором підприємства Андрушівської райспоживспілки «Комбінат громадського харчування». Проходив військову службу у Новограді-Волинському; заступник начальника штабу, 30-а окрема механізована бригада.
24 серпня 2014 року майор Заєць загинув під час обстрілу опорних пунктів бригади поблизу села Червона Поляна.
Вдома залишилися батьки, сестра, дружина та двоє дітей — донька 2007 р.н. й син 2009 р.н.
Похований в Андрушівці 28 серпня 2014 року.
Дружина Олексія Світлана вирішила присвятити своє життя українському війську, прийняла військову присягу.

## Нагороди та вшанування
- 14 листопада 2014 року за особисту мужність і героїзм, виявлені у захисті державного суверенітету та територіальної цілісності України, вірність військовій присязі під час російсько-української війни, відзначений — нагороджений орденом Богдана Хмельницького ІІІ ступеня (посмертно).
- Його портрет розміщений на меморіалі «Стіна пам'яті полеглих за Україну» у Києві: секція 3, ряд 8, місце 3
- Вшановується 24 серпня на щоденному ранковому церемоніалі вшанування українських захисників, які загинули цього дня у різні роки внаслідок російської збройної агресії[2]
- почесний громадянин Звягеля[3]
- в жовтні 2020 року у військовому інституті імені С. П. Корольова відкрили пам'ятний знак загиблим героям — серед них викарбуване й ім'я Олексія Зайця[4]
- Почесна відзнака «За заслуги перед Звягельським районом» удостоєні (посмертно)[5]